# Peter Pišťanek
Peter Pišťanek (ur. 28 kwietnia 1960 w Devínskiej Novej Vsi, zm. 22 marca 2015 w Bratysławie) – słowacki pisarz.
W 1991 opublikował swoją pierwszą powieść, Rivers of Babylon, wydaną w języku angielskim w 2007. Wraz z dwiema kolejnymi książkami: Drewniana wieś (Drevená dedina) i Fredyho koniec, wydanymi w następnych latach, stanowiła trylogię opisującą życie fikcyjnego gangstera nazwiskiem Rácz na tle rozgrywającej się w Czechosłowacji aksamitnej rewolucji.
Pišťanek popełnił samobójstwo 22 marca 2015.